# Bulvar Rokossovskogo
Bulvar Rokossovskogo (ryska: Бульва́р Рокоссо́вского, "Rokossovskogo-boulevarden"), tidigare Ulitsa Podbelskogo, är nordöstra slutstationen på Sokolnitjeskajalinjen i Moskvas tunnelbana.
Istället för att låta Sokolnitjeskajalinjen följa sin raka dragning så byggdes stationen nordväst om Tjerkizovskaja, vilket innebär att linjen gör en tvär sväng åt nordväst mellan stationerna. Detta möjliggör att Bulvar Rokossovskogo skulle kunna bli del av en eventuellt kommande stor ringlinje runt stadens ytterkanter. Några planer på en så stor ringlinje finns dock inte i dagsläget, istället kommer Andra ringlinjen år 2019 att ansluta till Sokolnitjeskajalinjen på Sokolniki, tre stationer närmare centrum. 
Bulvar Rokossovskogo är en ytnära pelarstation, belägen 8 meter under marken. Stationen har två rader med 26 pelare, klädda med vit marmor.

## Namnet
Stationen fick sitt ursprungliga namn "Ulitsa Podbelskogo" efter Podbelskogogatan, vilken dock bytte namn till Ivantejevskajagatan 1992 men tunnelbanestationen behöll sitt namn fram till 2014, då stationen döptes om till nuvarande "Bulvar Rokossovskogo" efter den närbelägna vägen som i sin tur är döpt efter marskalken Konstantin Rokossovskij. 